# Melanotrichia radhasuta
Melanotrichia radhasuta är en nattsländeart som beskrevs av Schmid 1982. Melanotrichia radhasuta ingår i släktet Melanotrichia och familjen Xiphocentronidae. Inga underarter finns listade i Catalogue of Life.